# 中国外汇 (杂志)
《中国外汇》创刊于1993年，是中国大陆金融类半月刊，编辑部位于北京市。
《中国外汇》在2018年被中华人民共和国国家新闻出版广电总局新闻报刊司评为2017年全国“百强报刊”。